# Niederländische Arbeiter-Feldhandballnationalmannschaft
Die niederländische Arbeiter-Feldhandballnationalmannschaft vertrat die Arbeiter bei Länderspielen und internationalen Turnieren.

## Arbeiterolympiade
Die niederländische Handballnationalmannschaft nahm nur einer Arbeiterolympiade teil und gewann dabei die Silbermedaille.
| Jahr | Austragungsort                     | Teilnahme bis…  | Ergebnis                | Medaille        | Bemerkung |
| ---- | ---------------------------------- | --------------- | ----------------------- | --------------- | --------- |
| 1925 | Frankfurt am Main, Deutsches Reich | keine Teilnahme | keine Teilnahme         | keine Teilnahme |           |
| 1931 | Wien, Österreich                   | keine Teilnahme | keine Teilnahme         | keine Teilnahme |           |
| 1937 | Antwerpen, Belgien                 | Finale          | Schweiz 8:6 Niederlande | Silbermedaille  | [ 1 ]     |